# Kaemsekhem
Kaemsekhem est un ancien noble égyptien et probablement le fils du prince héritier Kaouab Ier et d'Hétep-Hérès II. Il est ensuite directeur du palais royal. Il est enterré dans le mastaba G 7660 dans le Cimetière est du complexe funéraire de Khéops, qui fait partie de la nécropole de Gizeh.

## Famille
Kaemsekhem est probablement un fils du prince Kaouab Ier et de la reine Hétep-Hérès II. Il est né sous le règne de son grand-père, le roi Khéops. L'épouse de Kaemsekhem est Ka'aper, qui lui donne deux fils nommés Raouer et Minkhaf.
Les titres de Kaemsekhem sont : [petit]fils du roi, directeur du palais, etc.

## Tombeau
Kaemsekhem est enterré à Gizeh dans le mastaba G 7660. Dans la tombe, son père et sa mère sont mentionnés.
La chapelle a été décorée mais les scènes sont endommagées. Dans la chapelle, une scène d'offrande aurait montré Kaesekhem assis devant une table avec des offrandes. Sur le mur ouest subsistent des scènes fragmentaires montrant l'abattage d'animaux. Dans une autre scène sur le mur ouest, Kaemsekhem et sa femme Ka'aper sont représentés. Kaemsekhem se tient debout avec un bâton, vêtu d'une tenue courte avec une peau de panthère dessus. Sa femme est debout à côté de son mari avec son bras sur son épaule. Devant Kaemsekhem, un petit garçon nommé Minkhaf est représenté tenant le bâton de son père avec sa main droite. À gauche de cette scène cinq registres de petits personnages, dont des images représentant les domaines funéraires, sont représentés. Les registres montrent également des serviteurs apportant des oiseaux et d'autres objets. Des scribes sont également montrés dans les scènes.
Sur le mur nord, une grande scène de canotage domine le haut du mur. Sous cette scène, des femmes sont représentées portant des sacs, des boîtes et d'autres objets. D'autres scènes montrent l'abattage d'un taureau. Les scènes du mur sud sont en grande partie détruites, mais les scènes flanquant la porte représentaient Khaemsekhem et sa femme Ka'aper. Une scène sur la façade montre Khaemsekhem debout avec un bâton, tandis qu'un fils doit avoir tenu ce bâton. La figure du fils a été effacée mais son nom est enregistré comme Raouer.
Le puits G 7660A appartenait à Ka'aper, l'épouse. Il n'y avait pas de fosse à canope et aucune trace de l'équipement funéraire d'origine n'a été retrouvée dans ce puits. Le puits G 7660B appartenait à Kaemsekhem et se composait de deux chambres. La deuxième chambre était la chambre funéraire et contenait encore le sarcophage en granit de Kaemsekhem. Il y est inscrit son nom et ses titres ; il se trouve maintenant au Musée égyptien du Caire.

## Constructions ultérieures
Plus tard dans l'Ancien Empire, plusieurs mastabas plus petits ont été construits près de G 7660. Au nord, un petit mastaba (G 7652) a été édifié contre la tombe de Kaemsekhem. Au nord-est G 7652 a été ajouté, tandis qu'à l'est G 7662 et G 7663 ont été construits. Ces mastabas supplémentaires ont été construits au cours de la Ve ou VIe dynastie.
Au cours de la période ptolémaïque, des superstructures ont été ajoutées et plusieurs puits funéraires ont été construits.